# Отфор
Отфо́р (фр. Hautefort) — коммуна во Франции, находится в регионе Аквитания. Департамент — Дордонь. Входит в состав кантона От-Перигор-Нуар. Округ коммуны — Перигё.
Код INSEE коммуны — 24210.

## География

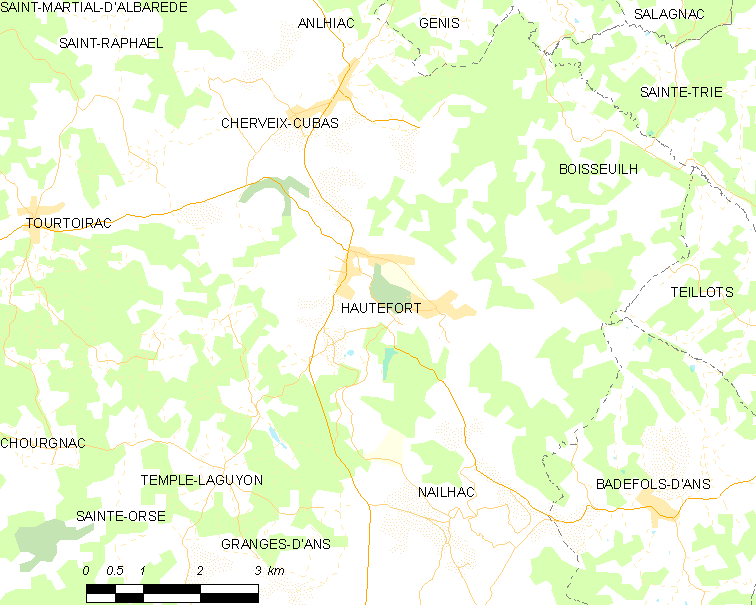
Карта коммуны

Коммуна расположена приблизительно в 410 км к югу от Парижа, в 145 км восточнее Бордо, в 35 км к востоку от Перигё.

### Климат
Климат умеренный океанический со средним уровнем осадков, которые выпадают преимущественно зимой. Лето здесь долгое и тёплое, однако также довольно влажное, здесь не бывает регулярных периодов летней засухи. Средняя температура января — 5 °C, июля — 18 °C. Изредка вследствие стечения неблагоприятных погодных условий может наблюдаться непродолжительная засуха или случаются поздние заморозки. Климат меняется очень часто, как в течение сезона, так и год от года.

## Население
Население коммуны на 2010 год составляло 1073 человека.
| 1962 | 1968 | 1975 | 1982 | 1990 | 1999 | 2010 |
| ---- | ---- | ---- | ---- | ---- | ---- | ---- |
| 1002 | 1022 | 1142 | 1035 | 1048 | 1184 | 1073 |

## Администрация
| Период | Период | Фамилия | Партия                   | Примечания           |
| ------ | ------ | ------- | ------------------------ | -------------------- |
| 1995   | 2020   | Ив Моро | Радикальная левая партия | генеральный советник |

## Экономика
В 2010 году среди 646 человек трудоспособного возраста (15-64 лет) 439 были экономически активными, 207 — неактивными (показатель активности — 68,0 %, в 1999 году было 66,8 %). Из 439 активных жителей работали 397 человек (225 мужчин и 172 женщины), безработных было 42 (17 мужчин и 25 женщин). Среди 207 неактивных 50 человек были учениками или студентами, 90 — пенсионерами, 67 были неактивными по другим причинам.

## Достопримечательности
- Церковь Св. Аниана (реконструирована в 1620 году)[5]
- Замок Отфор (XVII век). Исторический памятник с 1958 года[6]
- Замок Шарро (XVII век). Исторический памятник с 1979 года[7]
- Бывший госпиталь (1670 год). Исторический памятник с 1931 года[8]

## Фотогалерея

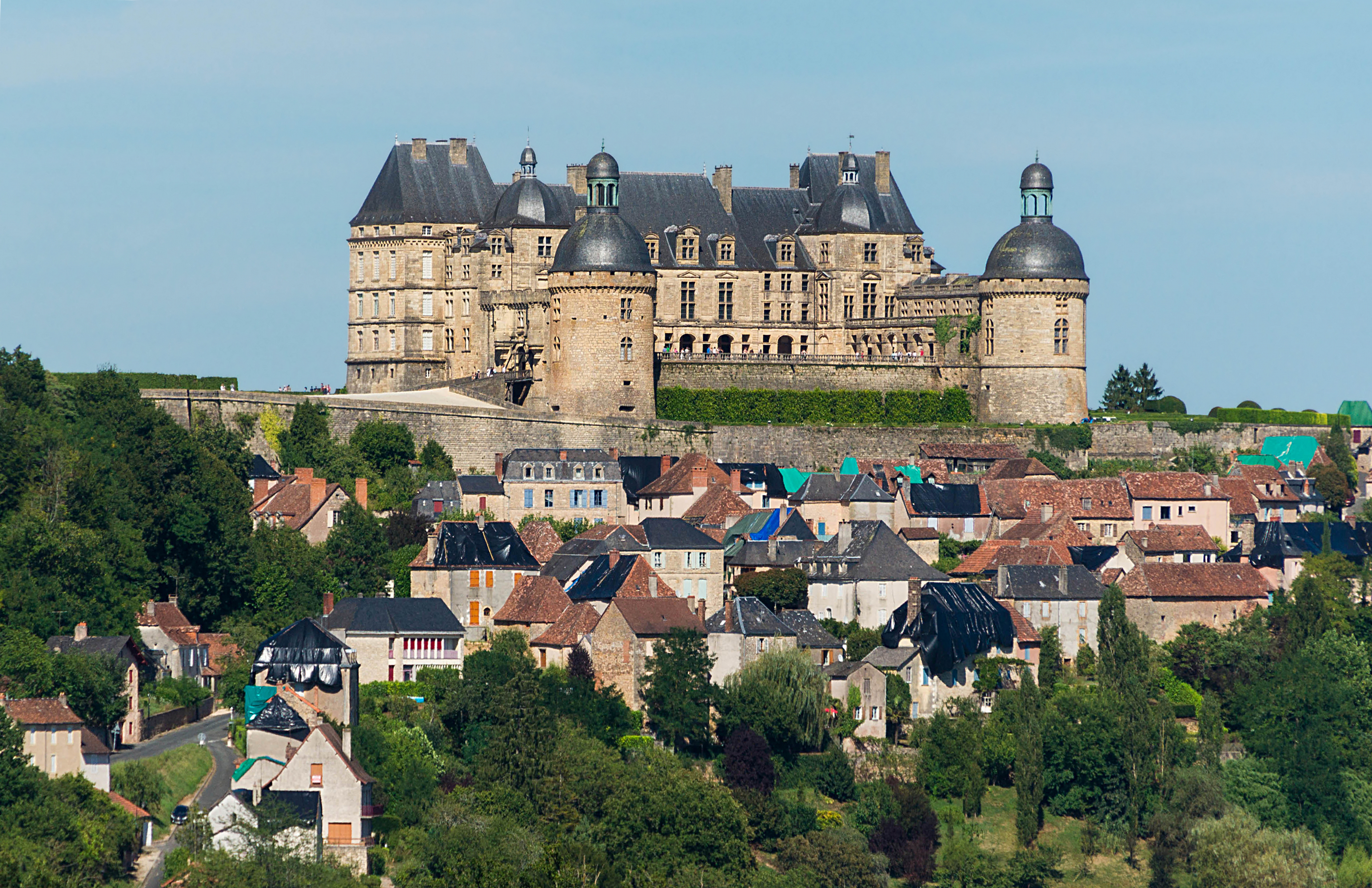
Деревня и замок Отфор
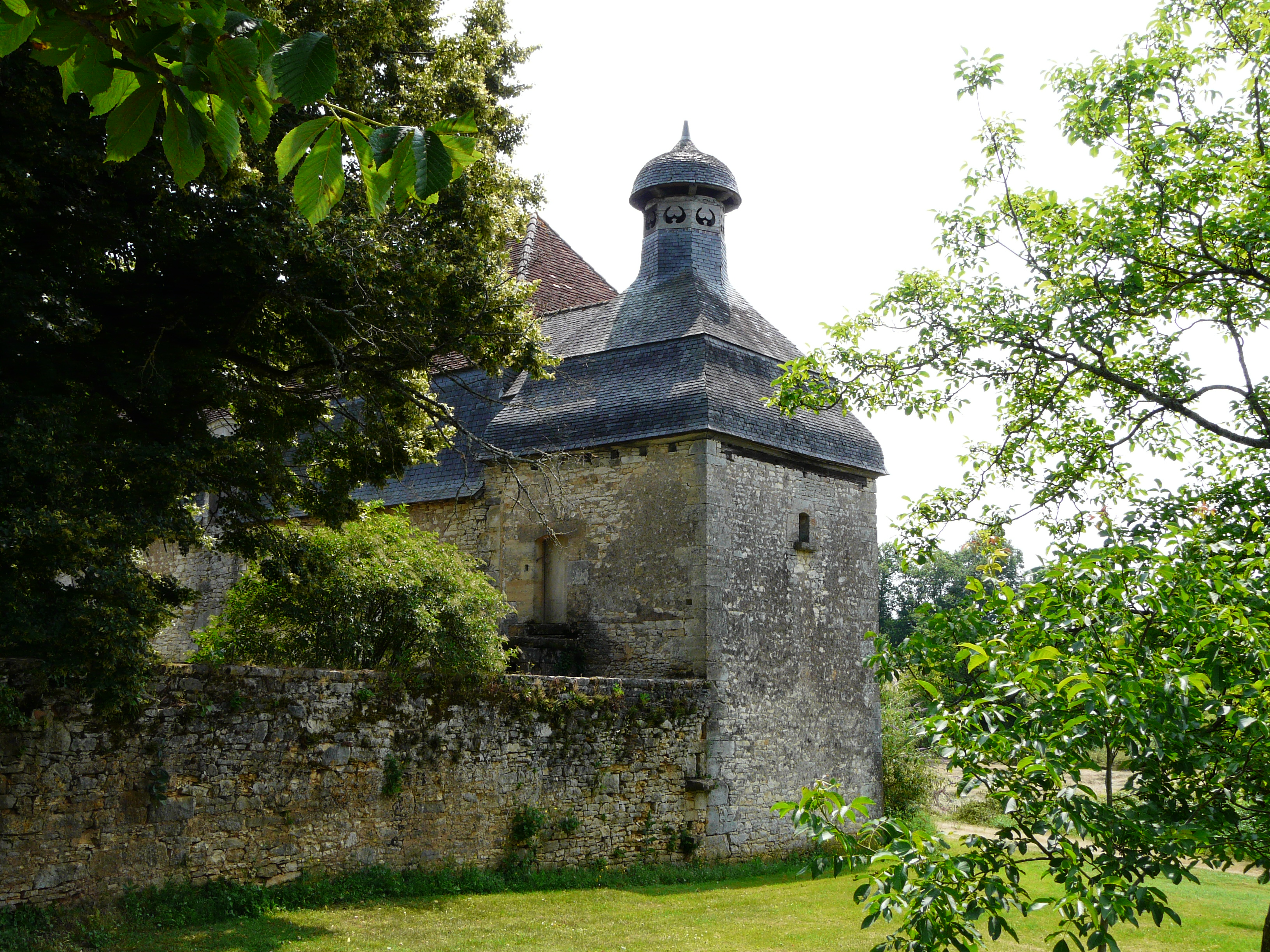
Замок Шарро
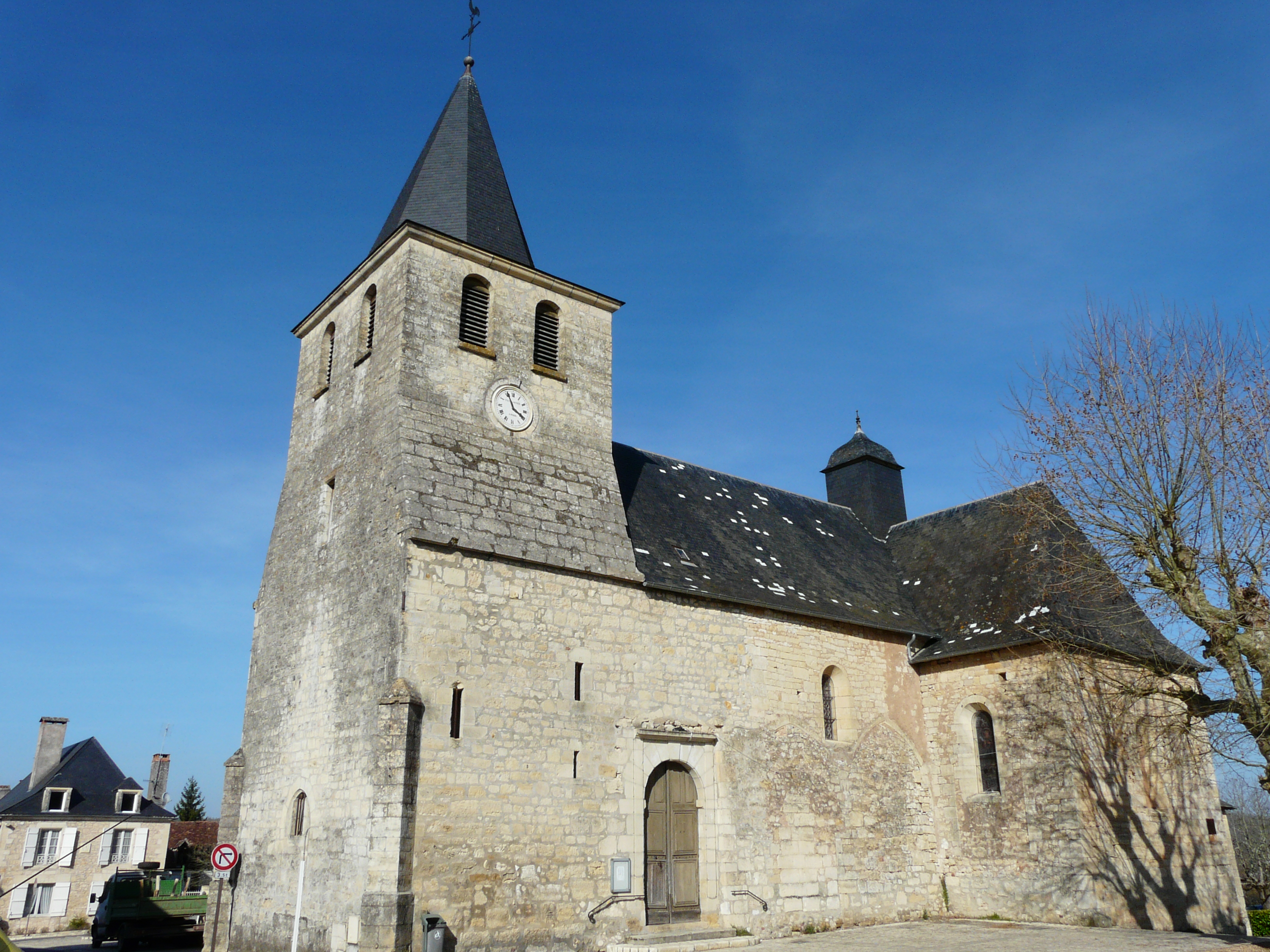
Церковь Св. Аниана
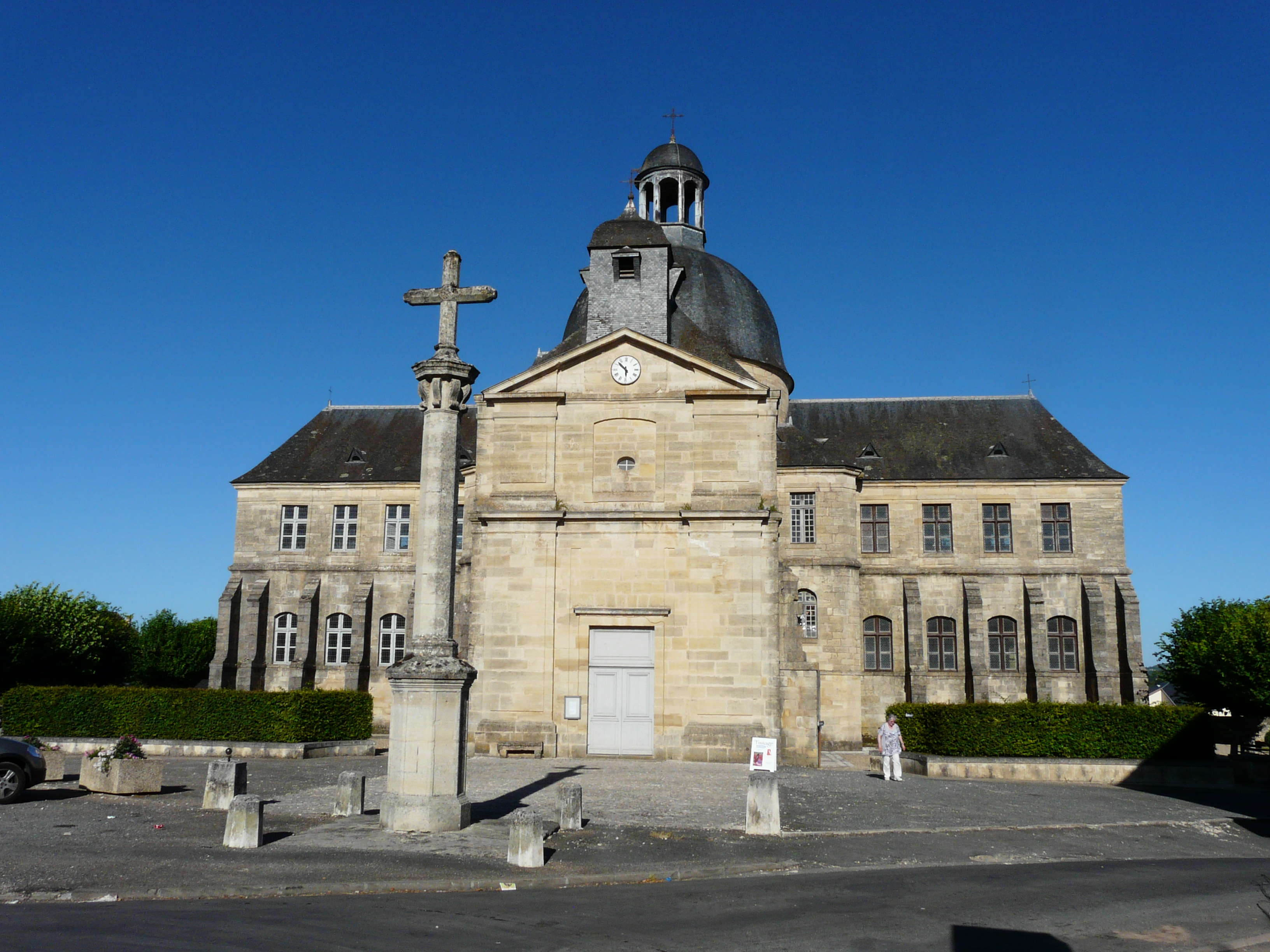
Бывший госпиталь
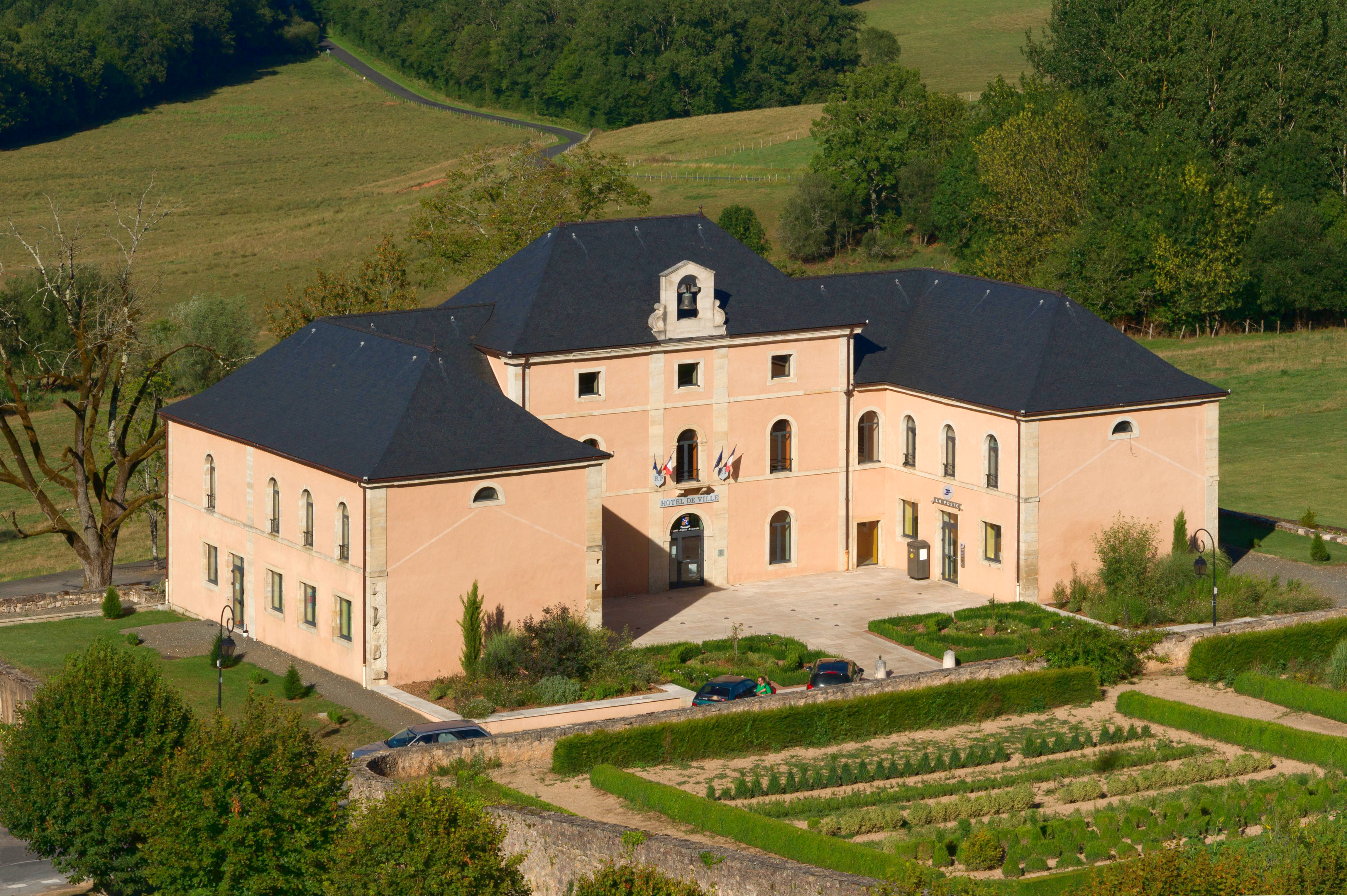
Мэрия
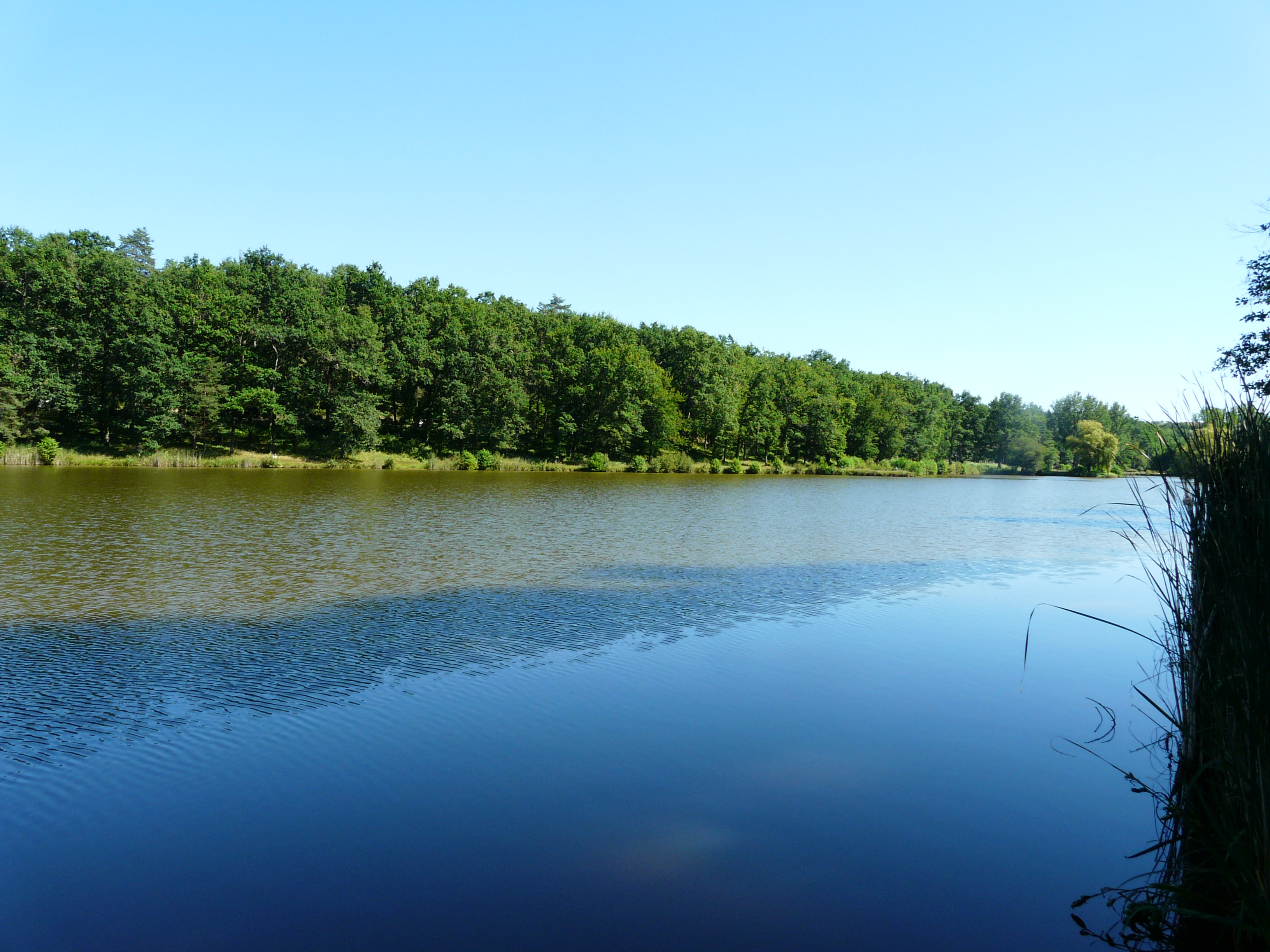
Озеро Куку